# Securina
Securina é uma proteína envolvida no controle da transição metafase-anáfase e no início da anáfase. Após a bi-orientação dos pares de cromossomos e a inativação do sistema de checkpoint do fuso, o sistema regulador subjacente, que inclui securina, produz um estímulo abrupto que induz a separação cromossômica altamente síncrona na anáfase.